# 老大学 (萨尔茨堡)
老大学（Alte Universität）是奥地利萨尔茨堡的历史建筑，建于17世纪，位于大学广场（Universitätsplatz）。

## 历史
此处原为Markus Sittikus总主教于1618年所建校舍，与圣嘉禄鲍荣茂小堂同时兴建。1620年改为本笃会大学。1627年建筑师桑蒂诺·索拉里进行设计，1630年建造北翼，1652-1655年建造南翼。
19世纪初萨尔茨堡大学关闭后，该建筑改办中学，直到1975年。今天，建筑的两翼分别容纳两个主要的大学机构：大学广场的天主教神学系，以及Hofstallgasse的大学图书馆。